# Pelenkivșciîna, Zinkiv
Pelenkivșciîna (în ucraineană Пеленківщина) este un sat în comuna Vlasivka din raionul Zinkiv, regiunea Poltava, Ucraina.

## Demografie
Componența lingvistică a localității Pelenkivșciîna
     Ucraineană (95,83%)
     Rusă (4,17%)
Conform recensământului din 2001, majoritatea populației localității Pelenkivșciîna era vorbitoare de ucraineană (95,83%), existând în minoritate și vorbitori de rusă (4,17%).